# Malise V de Strathearn
Malise ou Maol Íosa V  de Strathearn († vers 1350), est un comte écossais, 8e comte de Strathearn de vers 1329 à 1333, et comte des Orcades et comte de Caithness de 1330 jusqu'à sa mort.

## Biographie
Malise ou Maol Íosa est le dernier représentant masculin de la lignée des mormaers de Strathearn. Il est le fils et héritier de Malise ou Maol Íosa IV de Starthearn († 1328/30), et d'une femme inconnue. Son père se remarie avec Joanna, fille de Sir John Menteith.
Il devint comte des Orcades et comte de Caithness en 1330. Il en hérite en tant que descendant du comte Gibbon (ou Gilbert) dont une fille (son arrière-arrière-grand-mère) avait épousé Maol Íosa II de Strathearn. Il est très probable que son cousin Magnus Jonsson († 1320/21), le dernier porteur connu de ces deux titres ait laissé un héritier qui meurt avant sa majorité, car on ne connaît aucune revendication des titres avant 1330.
Malise se déclare partisan d'Édouard Balliol lors de la tentative des Anglais de l’imposer comme roi d'Écosse face à David II Bruce. Il combat aux côtés de ses alliés anglais à la bataille de Halidon Hill en 1333. Peu après, il renonce à son titre de Strathearn, et le rend à Balliol.
Après la déposition définitive de Balliol en 1336, il est accusé de trahison. Il est finalement acquitté de la charge de trahison lors d'un Parlement qui se tient à Perth en 1339. Puis à nouveau lors d'un Parlement qui se tient à Scone en juin 1344, devant le roi David II d'Écosse. Ce dernier Parlement doit aussi juger de la possible restitution du Stratehearn, mais David II fait valoir que la perte du Strathearn était légale. Le territoire et le titre de Strathearn ne lui sont jamais rendus. Ce titre a été donné en 1343 à Maurice de Moray ou Moravia († 1346), qui avait épousé Joanna Menteith, sa belle-mère.
Replié dans ses possessions des Orcades, il perd pratiquement toute indépendance face à son puissant suzerain le roi de Norvège. La date exacte de la mort de Malise V n’est pas connue mais il doit disparaître vers 1350.
Malise ne laisse aucun héritier mâle de ses deux unions. Sa succession est disputée pendant une trentaine d’années entre l’un de ses gendres, le suédois Erngils Sunesson investi comme comte des Orcades par le roi de Norvège de 1353 à 1357/1360 et ses trois petits fils.

## Mariage et descendance
Malise épousa 
1) Ne ? dont:
- Maud/Matilda mariée avec Wayland de l'Arde dont
  - Alexandre de l'Arde comte de Caithness il abandonne ses droits au roi Robert II d'Écosse en 1375.
- Euphémia mariée à Guthorm Spar dont
  - Malise Spar prétendant pour le Comté des Orcades et les Shetland en 1379 tué par Henry Sinclair en 1391.
- Agnès morte en 1360 mariée avec Erngils Sunesson (mort en 1392) comte des Orcades de 1353 à 1357/1360

2) Marjorie, fille de Hughes, 4e comte de Ross (tué en 1333) et de Matilda Bruce dont :
- Isabelle épouse de William Sinclair Lord de Rosslyn mort en 1358 dont
  - Henry Sinclair investi par le roi Haakon VI de Norvège comme comte des Orcades en 1379.

### Sources
- Mike Ashley The Mammoth Book of British Kings & Queens Robinson London (1998)  (ISBN 1841190969) « Malise earl of Orkney  » p. 544.
- Jean Renaud Les Vikings et les Celtes Éditions Ouest-France Université Rennes (1992)  (ISBN 2737309018)
- John L. Roberts Lost Kingdoms, Celtic Scotland and the Middle Ages Edinburgh University Press Edinburgh (1997)  (ISBN 0748609105).